# Retrograde Uhr

Regattauhr mit retrograden Anzeigen

Komplikation mit zwei zusätzlichen Sekundenblättern (kleine 142°-Sektoren): Nachdem der rechte Zeiger rückläufig die Sekunden von 0 bis 30 durchgezählt hat, springt er zurück auf 0 und der zweite Sekundenzeiger startet zugleich von seiner Ruheposition bei Sekunde 30, um bis 60 zu laufen. Im Uhrzeigersinn laufen hingegen Minute und Sekunde am kleinen hochgesetzten Blatt sowie alle drei Zeigertypen einer getrennt einstellbaren, großen zentralen Zeitanzeige mit Fünftelsekunden-Teilung.
Retrograph, Holdermann & Sohn, Tübingen

Eine retrograde Uhr, auch rückläufige Uhr läuft dem Uhrzeigersinn entgegengesetzt. Solche Uhrwerke werden für spezielle Uhren mit aufgesetztem Werk (z. B. Schattenuhren) oder für Spaßuhren angeboten. Auch hebräisch beschriftete Uhren sind oder waren retrograd, entsprechend der Leserichtung des Hebräischen.
Bekannte Uhren mit retrograden Anzeigeelementen sind etwa die Regattauhr Timex Yacht Racer, die Swatch Irony Retrograde mit linksläufigem Stopper, die Longines Master Collection Retrograde mit drei (Tag, Datum, 2. Zeitzone) bzw. vier (Tag, Datum, Sekunde, 2. Zeitzone) retrograden Funktionen oder die Maurice Lacroix Masterpiece Rétrograde mit retrogradem Datumszeiger.
Für spezielle Funktionen wie z. B. Countdown oder Chronograph gibt es auch einzelne rückspringende Zeiger (retrograde Anzeige als Komplikation). Bei einer als retrograde Anzeige bezeichneten Komplikation bewegt sich ein die Zeit oder Datum anzeigender Zeiger über ein Kreissegment (1 bis 12 bzw. 1 bis 31) und springt, wenn er am Ende der Segmentskala angelangt ist, ruckartig in seine Anfangsposition zurück.